# (20358) Dalem
(20358) Dalem est un astéroïde de la ceinture principale.

## Description
(20358) Dalem est un astéroïde de la ceinture principale. Il fut découvert le 25 avril 1998 à La Silla par Eric Walter Elst. Il présente une orbite caractérisée par un demi-grand axe de 2,60 UA, une excentricité de 0,15 et une inclinaison de 12,2° par rapport à l'écliptique.

## Compléments